# WHYY-FM
Pour les articles homonymes, voir WHYY.
WHYY-FM (90.9 FM) est une station de radio américaine basée à Philadelphie, en Pennsylvanie. Elle est la principale station du réseau de radiodiffusion public NPR pour l'agglomération de Philadelphie et la vallée du Delaware.
WHYY-FM est nationalement connue pour être créatrice et productrice de Fresh Air, l'une des émissions les plus populaires du réseau NPR.

## Historique
WHYY est lancée le 14 décembre 1954.

## Programmation
WHYY produit un certain nombre de ses programmes, diffusés pour certains à l'échelle nationale via les stations affiliées du réseau NPR. On compte parmi ses propres « productions maison » :
- Fresh Air, lancée en 1975 et animée depuis sa création par Terry Gross. L'émission est diffusée sur plus de 450 stations du réseau NPR ;
- Radio Times with Marty Moss-Coane (en), émission d'entretiens animée par Marty Moss-Coane (en).